# Jiří Pecka
Jiří Pecka (n. 4 iunie 1917, Praga, Austro-Ungaria – d. 12 mai 1997, Praga, Cehia) a fost un canoist ce a reprezentat Cehia, medaliat olimpic. A participat la o ediție a Jocurilor Olimpice (1948) în care a câștigat o medalie de argint.

## Participări
Lista de mai jos prezintă principalele competiții la care a participat Jiří Pecka de-a lungul carierei.
- canoeing at the 1948 Summer Olympics – men's C-2 10000 metres[*]